# 荣耀 (小说)
《荣耀》（俄语：Подвиг）是一部俄文小说，由弗拉基米尔·纳博科夫在1930年至1932年间创作，在巴黎出版。
这部小说被一些评论家视为作者著名回忆录《说吧，记忆》穿上了小说的外衣。瑞士-俄罗斯英雄主人公马丁·埃德维斯，许多经历都与作者相似：流亡家庭逃离俄罗斯、年轻人在英国受教育、在剑桥大学进球、剑桥壁炉、英国早晨的天气、对铁路旅行的热情，然而，这是一个流亡家庭的年轻人（也许）灾难性地回到他出生的国家的故事。

## 翻译
本书的英文版是由作者的儿子德米特里·纳博科夫翻译，作者进行了修订，1971年以英文出版。俄文标题“Podvig”也译为“壮举”或“开拓”。 其暂定名称是《浪漫时代》（Romanticheskiy vek），正如纳博科夫的前言所指出的那样。接着他将马丁描述为“我所有年轻人中最善良、最正直、最令人感动的”他们的目标是成就感。纳博科夫说，他既没有给马丁天赋，也没有艺术创造力。

## 情节
马丁·埃德威斯在革命前的圣彼得堡长大。他的祖父埃德威斯从瑞士来到俄罗斯，被聘为家庭教师，最后娶了他最小的学生。马丁的婴儿床上，悬挂的水彩画描绘密林和蜿蜒的小路，成为他生活中的一大主题。在马丁的成长过程中，他的父母离婚了。他所不爱的父亲，很快就死了。革命后，母亲索菲亚带马丁去了克里米亚，然后离开俄国。
在去雅典的船上，马丁被美丽的已婚诗人Alla迷住了。到雅典之后，马丁和他的母亲到瑞士避难，在一起的叔叔亨利·埃德威斯，后来成为马丁的继父。
马丁去剑桥读大学，途中留在伦敦，被齐拉诺夫家16岁的女儿索尼娅所吸引。在剑桥大学，他享受大学提供的广泛的学术课程，花了一些时间，来选择一个专业。他迷上了教俄罗斯文学的阿奇博尔德·穆恩。他遇见了来自英国的同学达尔文，他有文学天赋，以及战争英雄的历史。达尔文也对索尼娅产生了兴趣，但她拒绝了他的求婚。马丁与一位名叫罗斯的女服务员有一段非常短暂的恋情，她通过假装怀孕来敲诈马丁，直到达尔文揭发她的诡计并付她钱。就在他们剑桥时代结束之前，达尔文和马丁参加了一场拳击比赛。
马丁在剑桥之后没有安定下来，令他的叔叔和继父亨利感到沮丧。他跟随齐拉诺夫一家前往柏林，与作家布布诺夫会面。在此期间，马丁和索尼娅想象佐兰，一个北方国家，主张绝对平等。索尼娅把马丁推开，让他感到在柏林的一群朋友之间疏远了。他乘火车去法国南部。在一段距离上，他在夜间看到远处的一些灯光，模仿他童年时的一幕。马丁下车找到了莫利尼亚克村。他在那里工作一段时间，交替地将自己标识为瑞士人、德国人和英国人，但从不俄国人。收到索尼娅的另一封否定信，他回到了瑞士。马丁拿起一本白俄杂志，意识到布勃诺夫发表了一篇名为《佐兰》的故事，这是索尼娅的背叛，索尼娅已经成为布勃诺夫的情人。
在瑞士的山区，他挑战自己征服悬崖，表面上是作为他未来功绩训练的一种形式。很显然，马丁一直在计划越过边境进入苏联。他遇见了著名的间谍专家格鲁济诺夫，他知道如何秘密进入苏联。格鲁济诺夫向他提供了信息，但马丁怀疑格鲁济诺夫是否认真对待他，给他提供可靠的信息。
马丁准备这次探险，向大家告别，先去了瑞士，然后回到柏林，在那里他遇见了索尼娅，然后是布勃诺夫，然后是达尔文，他现在是一名记者。他告诉达尔文他的计划的基本知识，并争取他的帮助，给他一系列四张明信片，在瑞士寄给他的母亲，这样她就不会怀疑。达尔文不相信他是认真的。马丁乘火车去里加，计划从那里穿过去苏联。两周后，达尔文紧张起来，跟着他的朋友去里加。然而，马丁无处可寻：他似乎已经消失了。达尔文将自己的忧虑带到齐拉诺夫一家，然后前往瑞士，将她儿子失踪的消息通知马丁的母亲。小说的结尾是马丁下落不明，达尔文离开埃德尔韦塞斯在瑞士的家，传达了令人不安的消息